# Kaspar Dalgas
Kaspar Buhl Dalgas (né le 11 mai 1976 à Vejle au Danemark) est un joueur de football danois.

## Biographie
Il sera formé par les deux clubs de sa ville natale, tout d'abord le Vejle FC puis le Vejle Boldklub, avec son coéquipier Thomas Gravesen, et fera ses débuts en équipe senior pour le club en avril 1995. Il sera appelé en équipe du Danemark espoirs en septembre 1997 mais ne jouera qu'un seul match international.
Dalgas a joué dans de nombreux clubs en tant que milieu offensif, dont tout d'abord pour le Vejle, qu'il quittera à la suite des difficultés financières du club, il partira rejoindre un autre club danois, l'Odense Boldklub (OB) en 2001.
Après sa courte mais à succès expérience à l'OB où il deviendra un pur attaquant, Il marquera en tout 22 buts en championnat, ce qui fera de lui le co-meilleur buteur avec Peter Madsen du Brøndby IF du championnat du Danemark. 
Après cette saison, il sera acheté par le club danoise de l'entraîneur Michael Laudrup de Brøndby IF. Il jouera lors de sa première année à Brøndby tous les matchs de championnat, et sera même élu Homme du match lorsqu'il marqua lors de la victoire 3-0 en finale de la coupe du Danemark contre le FC Midtjylland.
Mais de nombreuses blessures ruineront sa saison suivante, et surtout une blessure au genou qui le relègueront sur le banc même après sa convalescence. Il ne jouera plus un seul match pour Brøndby entre avril 2004 et novembre 2005. Il rentrera en novembre 2005 sur le banc lors d'un match de Royal League contre les Suédois du Kalmar FF, qui sera son dernier match professionnel avant la fin de sa carrière. Dalgas y mettra un terme en mars 2006.

## Palmarès

### En club
- Championnat du Danemark : 2005
- Coupe du Danemark : 2002, 2003, 2005
- Royal League : 2005, 2006

### Individuel
- Meilleur buteur du championnat du Danemark : 2002